# Busiris (Mythologie)

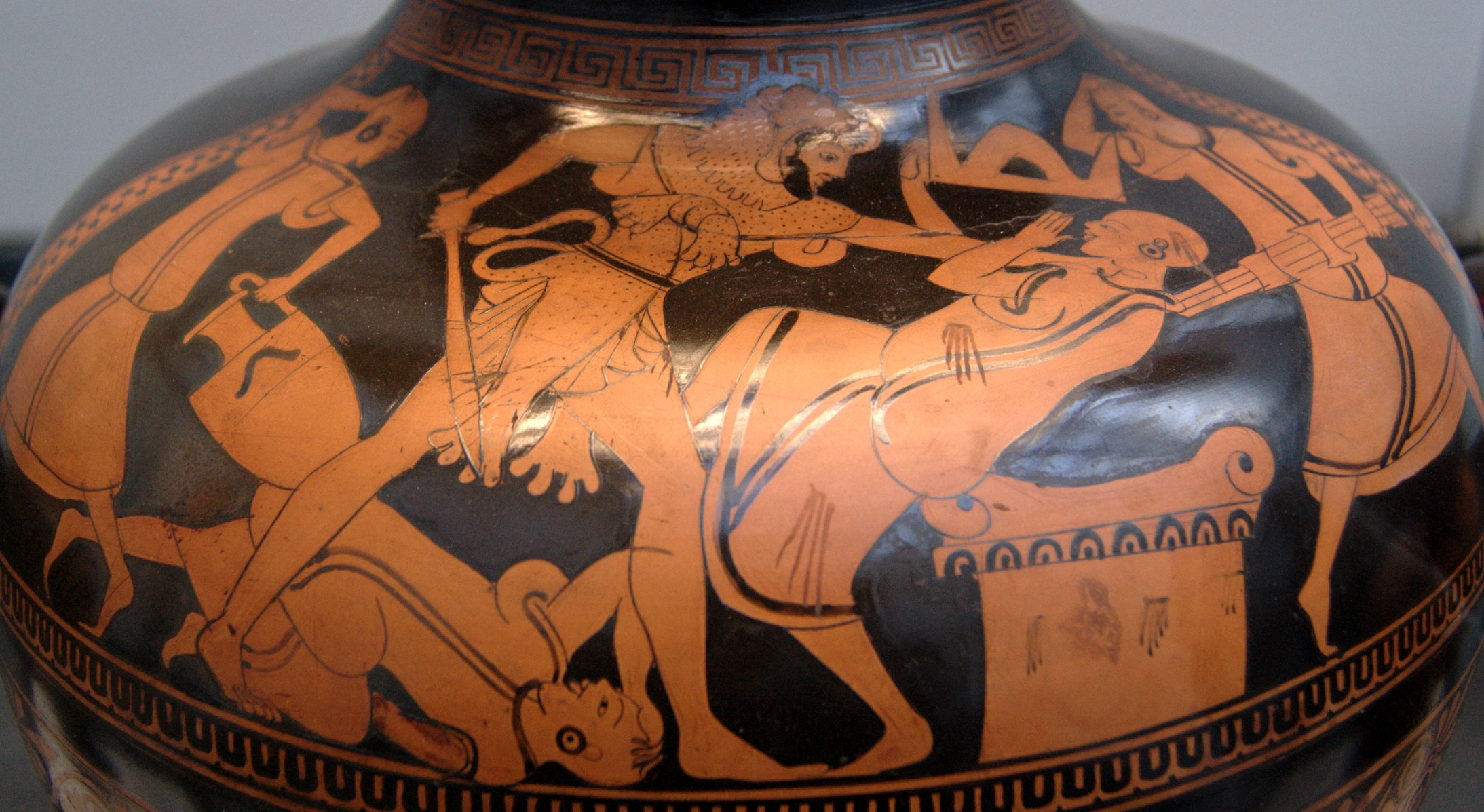
Herakles tötet Busiris und dessen Gefolge, attische rotfigurige Hydria, um 480 v. Chr., München, Staatliche Antikensammlungen Inv. 2428

Busiris (altgriechisch Βούσιρις Boúsiris) ist in der griechischen Mythologie ein ägyptischer König. Er tritt in der Sage des Herakles als Priester des Osiris auf, der dem Gott jährlich Menschen opfert. Er ist Sohn des Poseidon und Erbauer Thebens. Busiris gelingt es, Herakles zu überwältigen und gefangen zu nehmen, um ihn ebenfalls dem Osiris zu opfern. Aber Herakles gelingt es, seine Fesseln zu zerreißen und den Busiris mitsamt seinem Sohn Amphidamas zu erschlagen.
Kern dieser Sage mag die in der ägyptischen Spätzeit wieder aufgenommene Sitte sein, dem Osiris Fremde von rötlicher Hautfarbe zu opfern (also insbesondere Europäer). In diesen wurde die Verkörperung des Osirisfeindes Seth gesehen, der mit roter Haut dargestellt wurde.